# Vianden (stad)

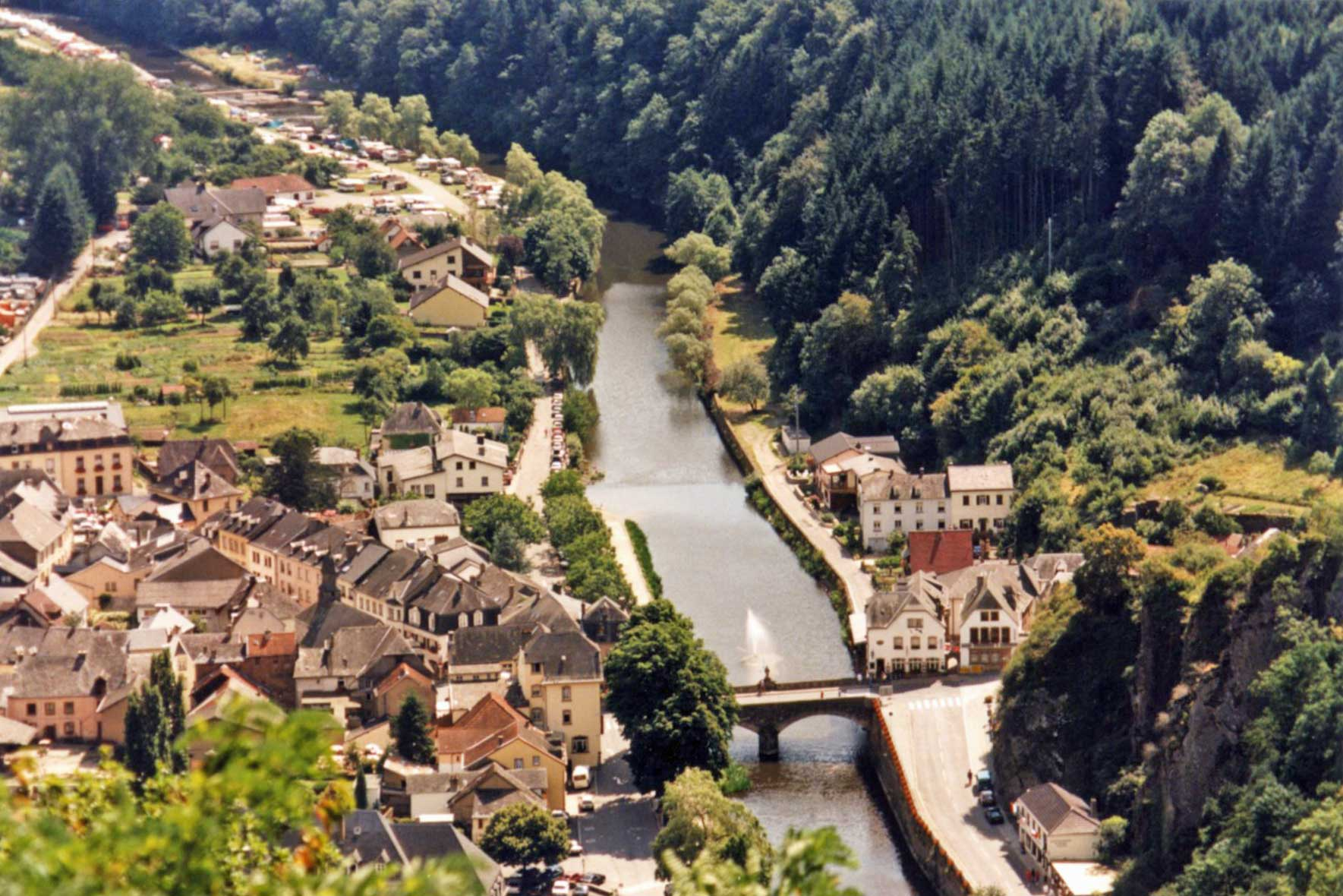
Zicht op Vianden

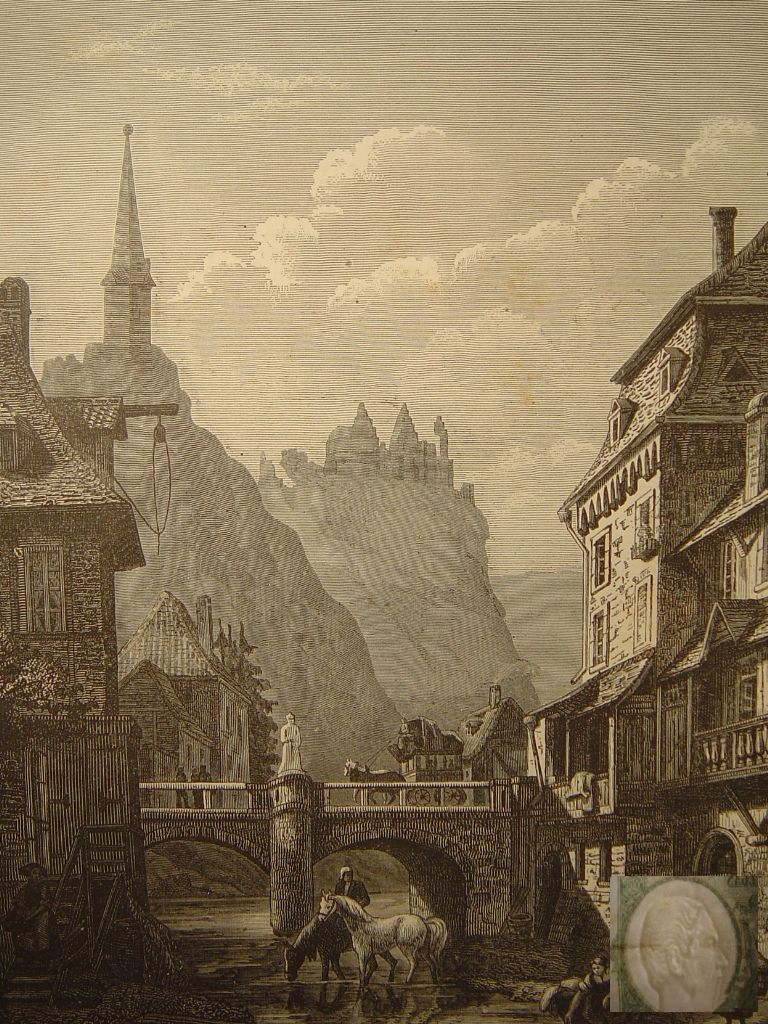
Zicht op Vianden in L'Illustration Européenne van 1872

Vianden (Luxemburgs: Veianen, uitspraak: Veinen) is een stadje met ca. 2000 inwoners (2019) in het gelijknamige kanton Vianden in het noordoosten van Luxemburg op een hoogte tussen 230 m en 510 m. De plaats Vianden ligt aan de grensrivier de Our en grenst aan de Duitse deelstaat Rijnland-Palts. Vianden, schilderachtig gelegen in de vallei van de Our met het imposante kasteel, is populair onder toeristen en dagjesmensen.

## Geschiedenis
In de Romeinse tijd was Vianden een castellum. Later werd het de zetel van de graven van Vianden, die troonden in de burcht hoog boven het stadje. Vianden kreeg in de 11e eeuw stadsrechten, naar het model van Trier.
In 1417 kwam het Graafschap Vianden door vererving in handen van de broers Adolf I, Johan II, Engelbrecht I en Johan III van Nassau-Siegen, die daarmee Graaf van Vianden werden. De Koning der Nederlanden voert nog steeds de titel Graaf van Vianden.
In 1815 kwam een groot deel van het Graafschap Vianden bij Pruisen. Het resterende deel werd opgedeeld in een aantal kantons. Dat is de reden waarom het kanton Vianden het kleinste kanton van Luxemburg is.

## Demografie
| Jaar                              | 2001 | 2002 | 2003 | 2004 | 2005 | 2011 | 2012 | 2013 |
| --------------------------------- | ---- | ---- | ---- | ---- | ---- | ---- | ---- | ---- |
| Inwoneraantal                     | 1511 | 1457 | 1464 | 1502 | 1561 | 1731 | 1763 | 1809 |
| Opmerking: tellingen op 1 januari |      |      |      |      |      |      |      |      |

## Geografie
De nabijgelegen kernen van Vianden zijn Bivels, Roth an der Our, Bettel, Walsdorf en Fouhren.

## Bezienswaardigheden
- Het historisch stadsgezicht
- Het kasteel van Vianden. De kasteelruïne werd gerestaureerd en is te bezichtigen.
- Het klooster van de Trinitariërs en de bijbehorende Trinitariërskerk uit het midden van de 11e eeuw.
- De Broederschapskapel, van 1761
- De Sint-Rochuskapel
- De Sint-Niklaaskerk
- Het Victor Hugohuis
- De Hockelstoren, en andere resten van de voormalige stadsmuren
- De Kapel van Bildchen

Bij Vianden bevindt zich sinds 1964 een waterkrachtcentrale met een stuwmeer van 8 km lengte. Ook beschikt Vianden sinds 1956 over een stoeltjeslift die naar een hoogte van 440 m voert alsmede naar het kasteel.

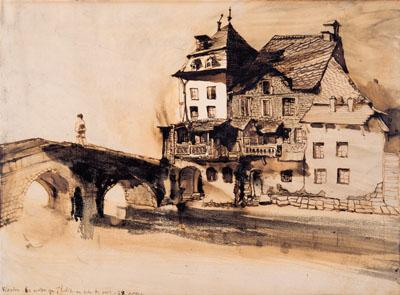
Schets door Victor Hugo van het huis waar nu zijn museum is

De Franse dichter en schrijver Victor Hugo (1802-1885) kwam in zijn leven vier keer in Vianden. Hij was er bevriend met de burgemeester. Op 30 mei 1871 nam hij als vluchteling met zijn gezin gedurende enkele maanden zijn intrek in hotel Koch. Aan de overkant van dit hotel betrok hij een kamer waar hij gedurende drie maanden elke ochtend een paar uur schreef. In dit huis werd in 1935 het Victor Hugomuseum ingericht. In het museum zijn meubels, brieven en andere documenten te zien uit de tijd van Hugo’s verblijf in Vianden. Tegenover het huis, op de borstwering van de brug, staat een buste van Victor Hugo, gemaakt door Auguste Rodin.

## Geboren
- Michel Deutsch (1837-1905), beeldhouwer
- Jacques Dasbourg (1879-1920), kunstschilder
- Marie Speyer (1880-1914), taalkundige en schooldirectrice die in Zwitserland studeerde
- Joseph Probst (1911-1997), kunstschilder
- Émile Probst (1913-2004), kunstschilder
- Yola Reding (1927), kunstschilder
- Paul Roettgers (1937), schilder

## Galerij

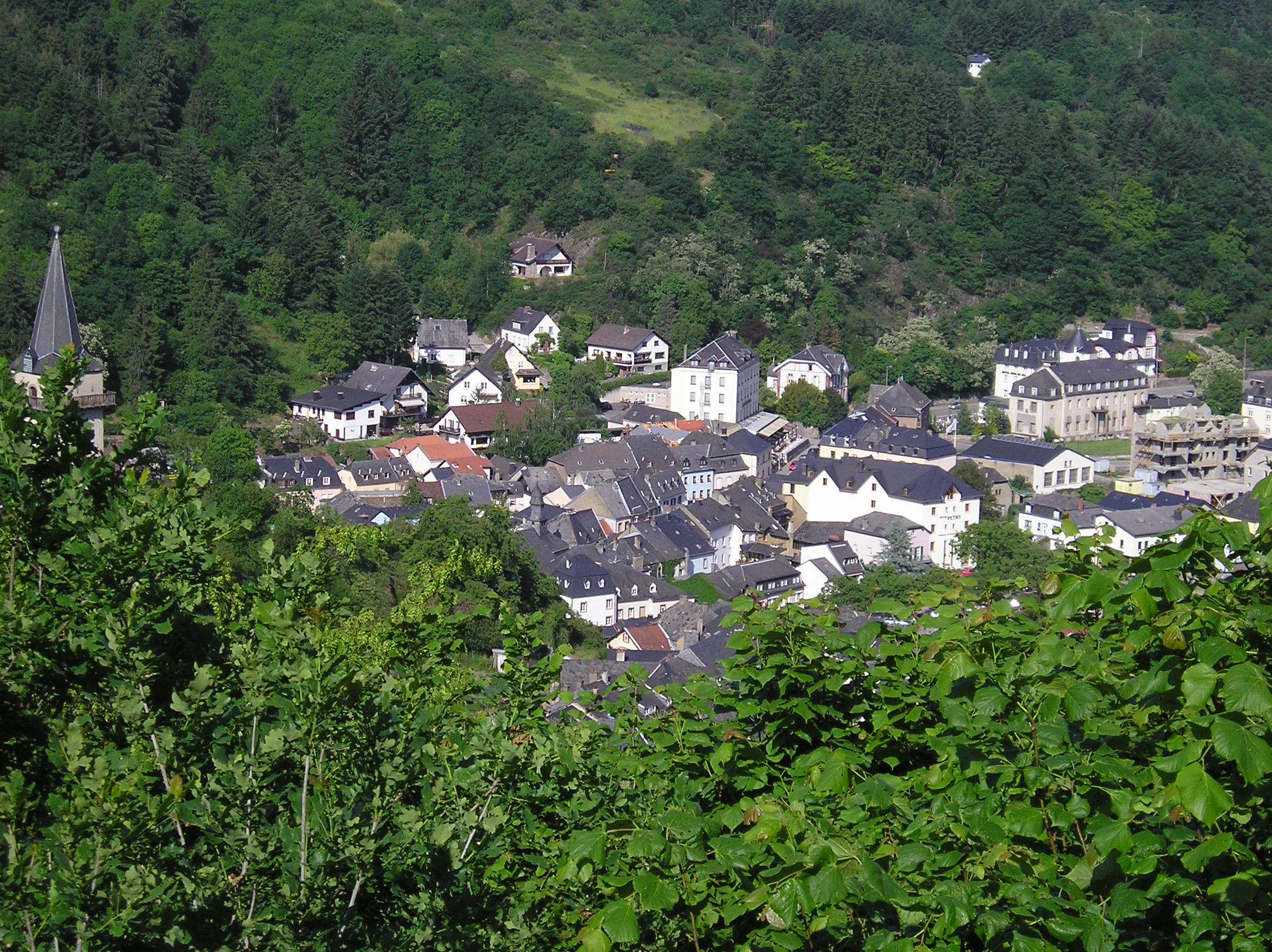
Vianden van boven
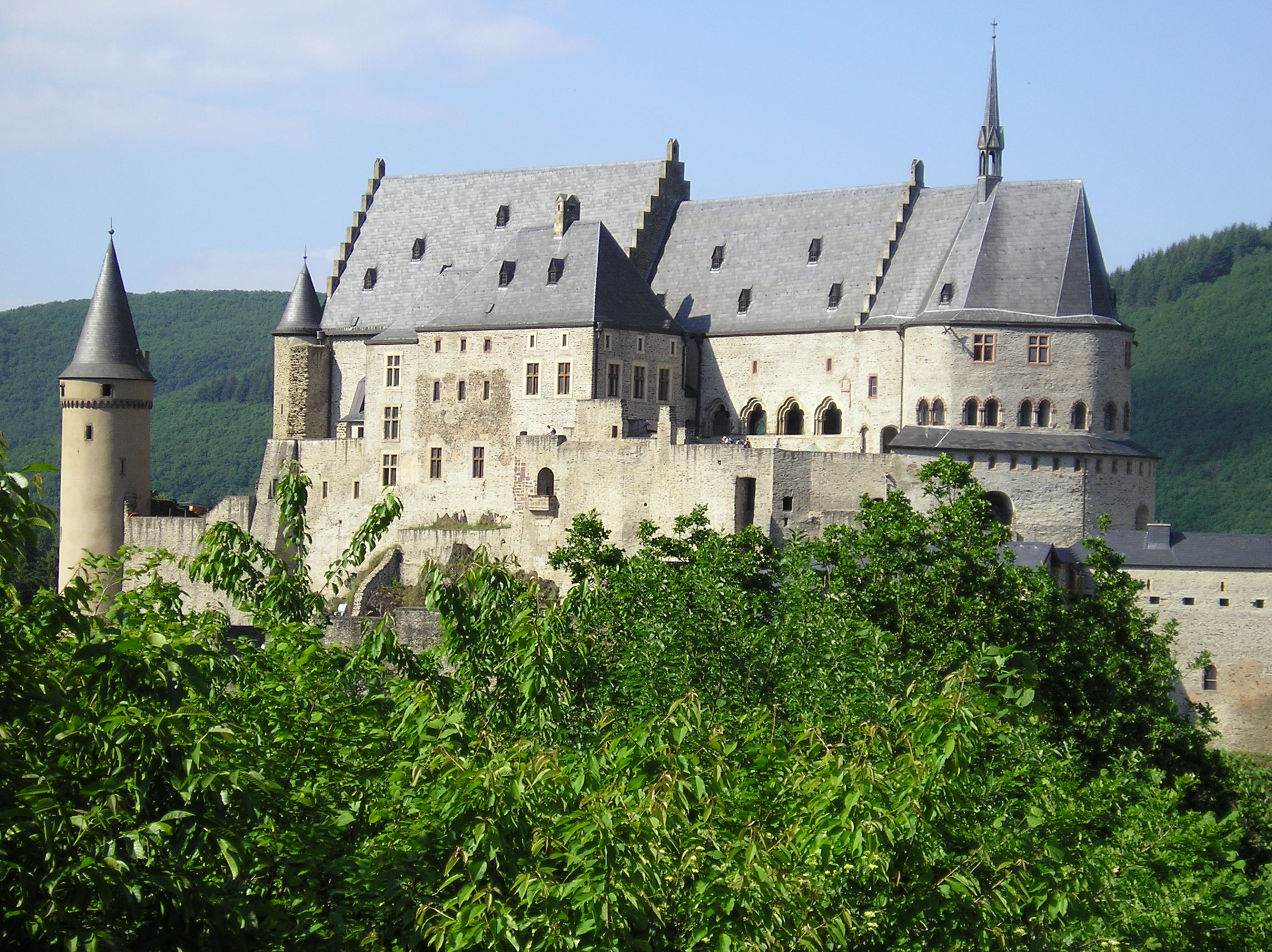
Kasteel Vianden
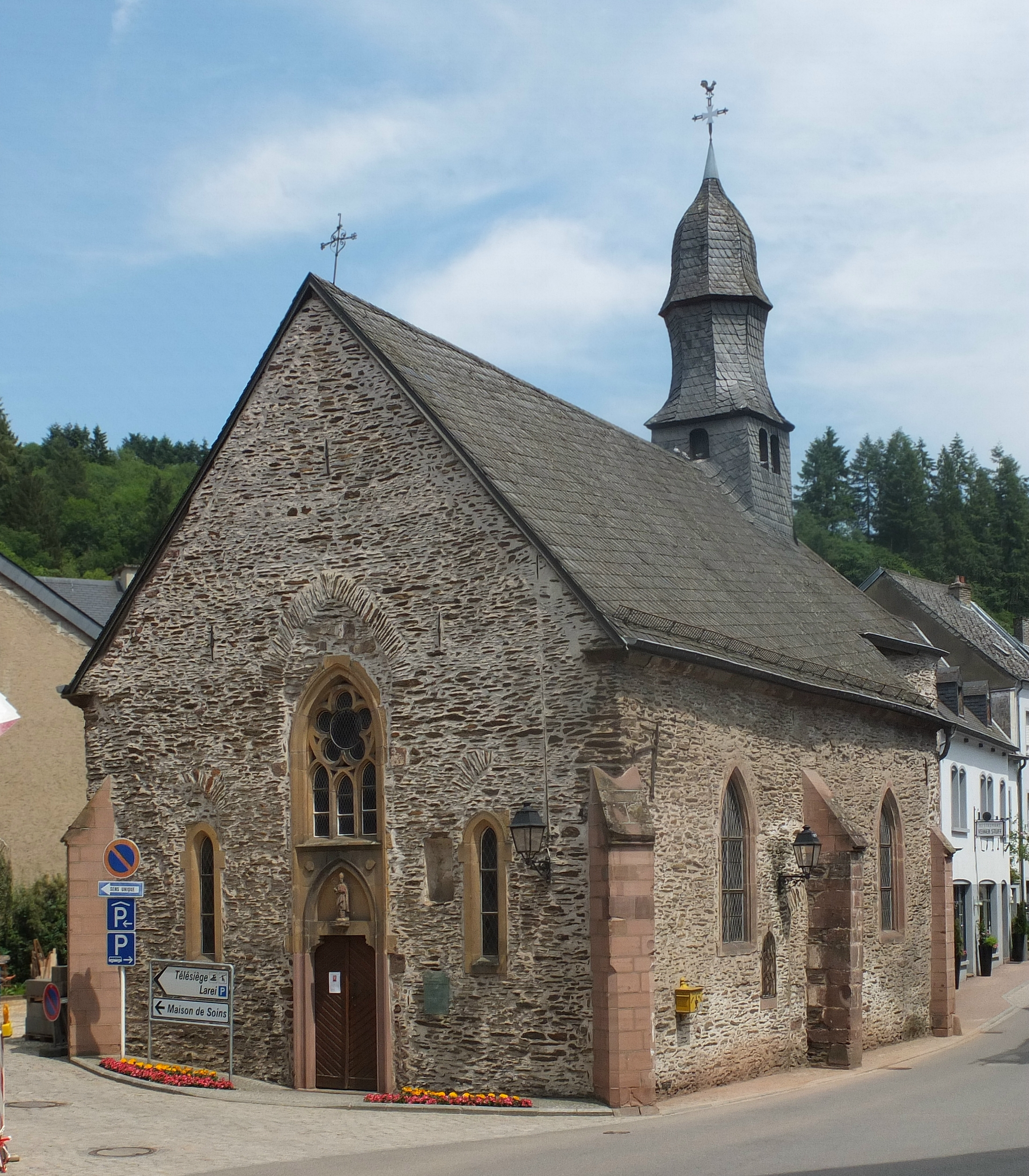
Sint Niklaaskerk
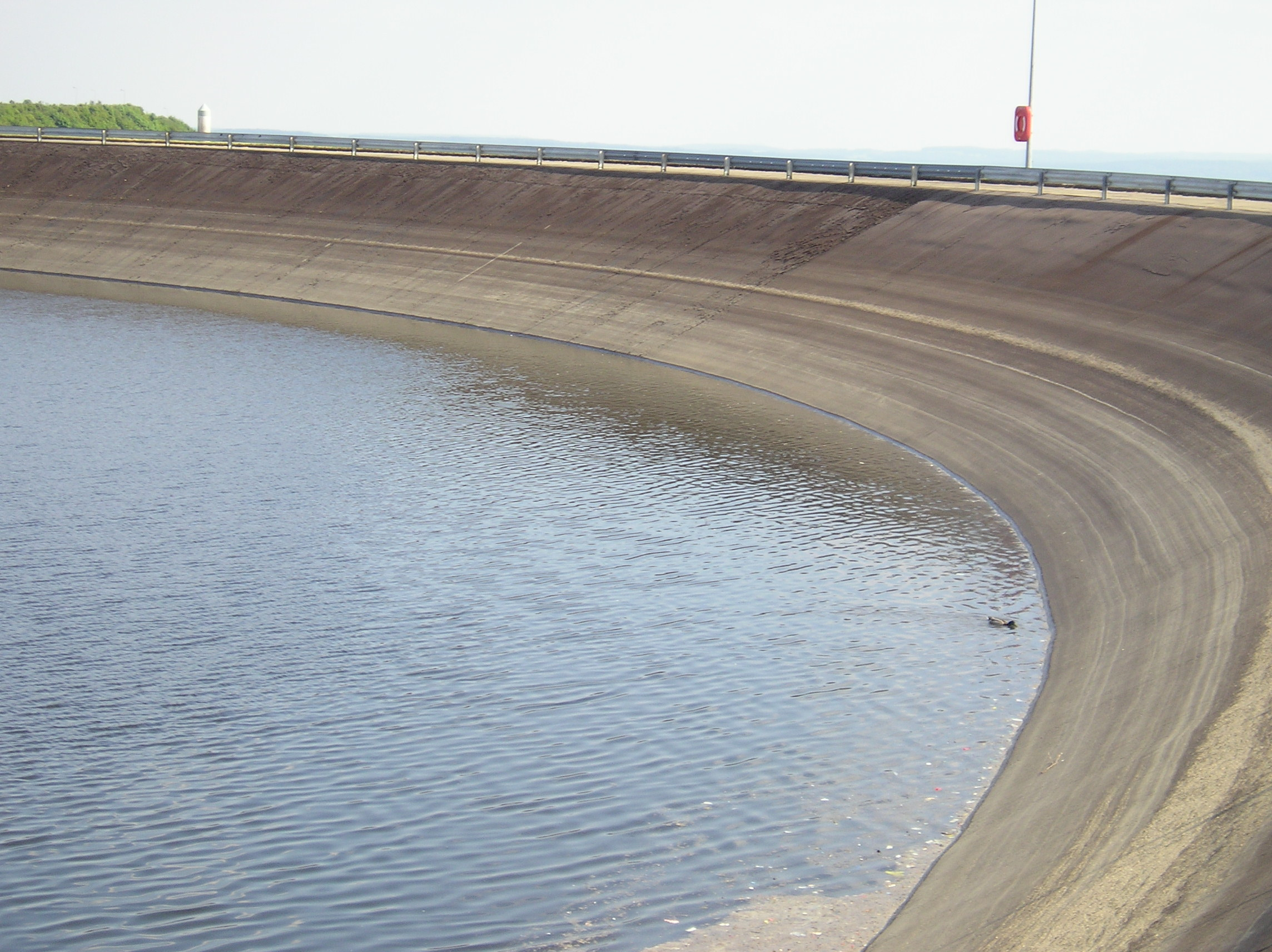
Waterkrachtcentrale - stuwmeer
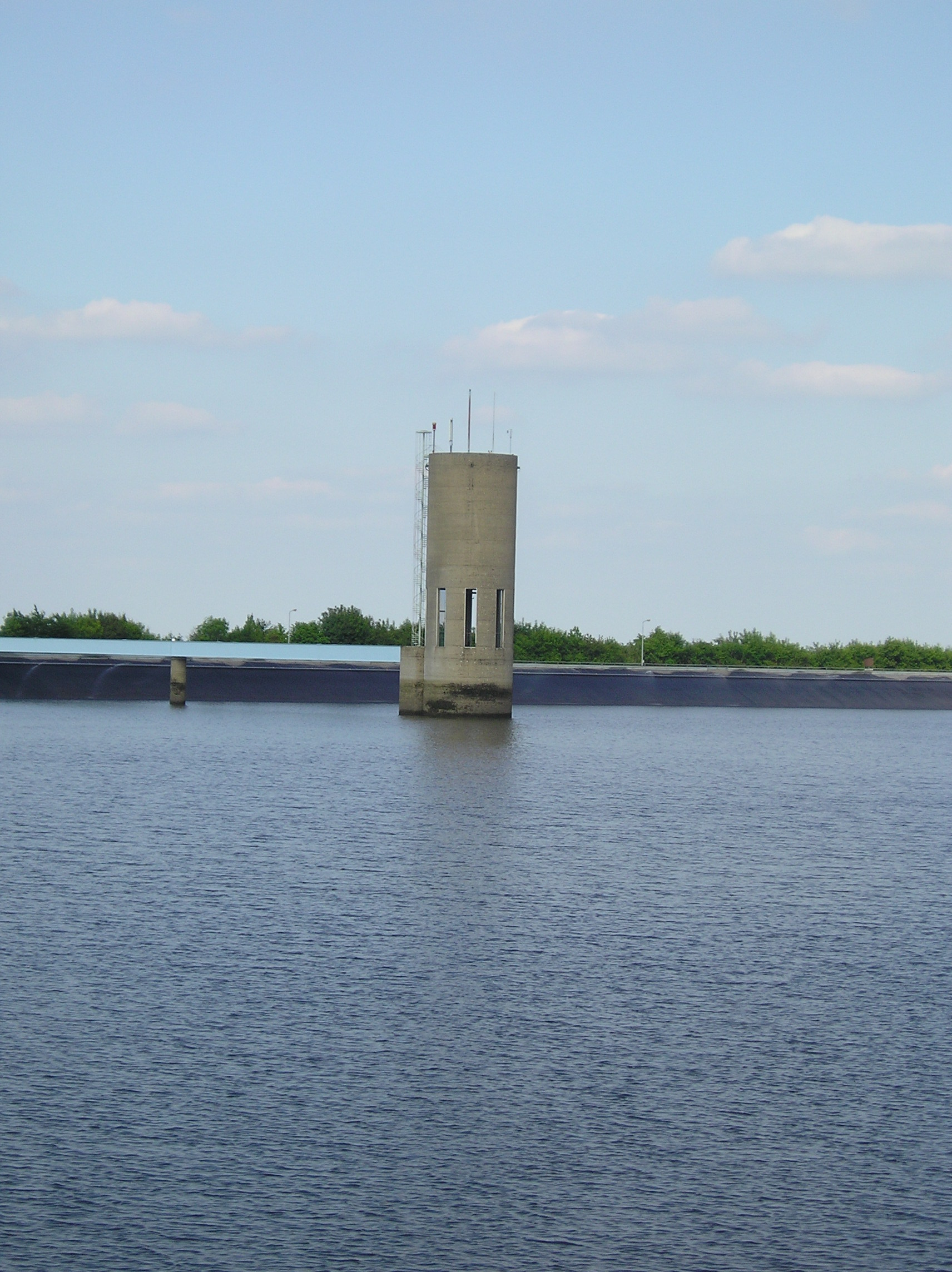
Waterkrachtcentrale - toren
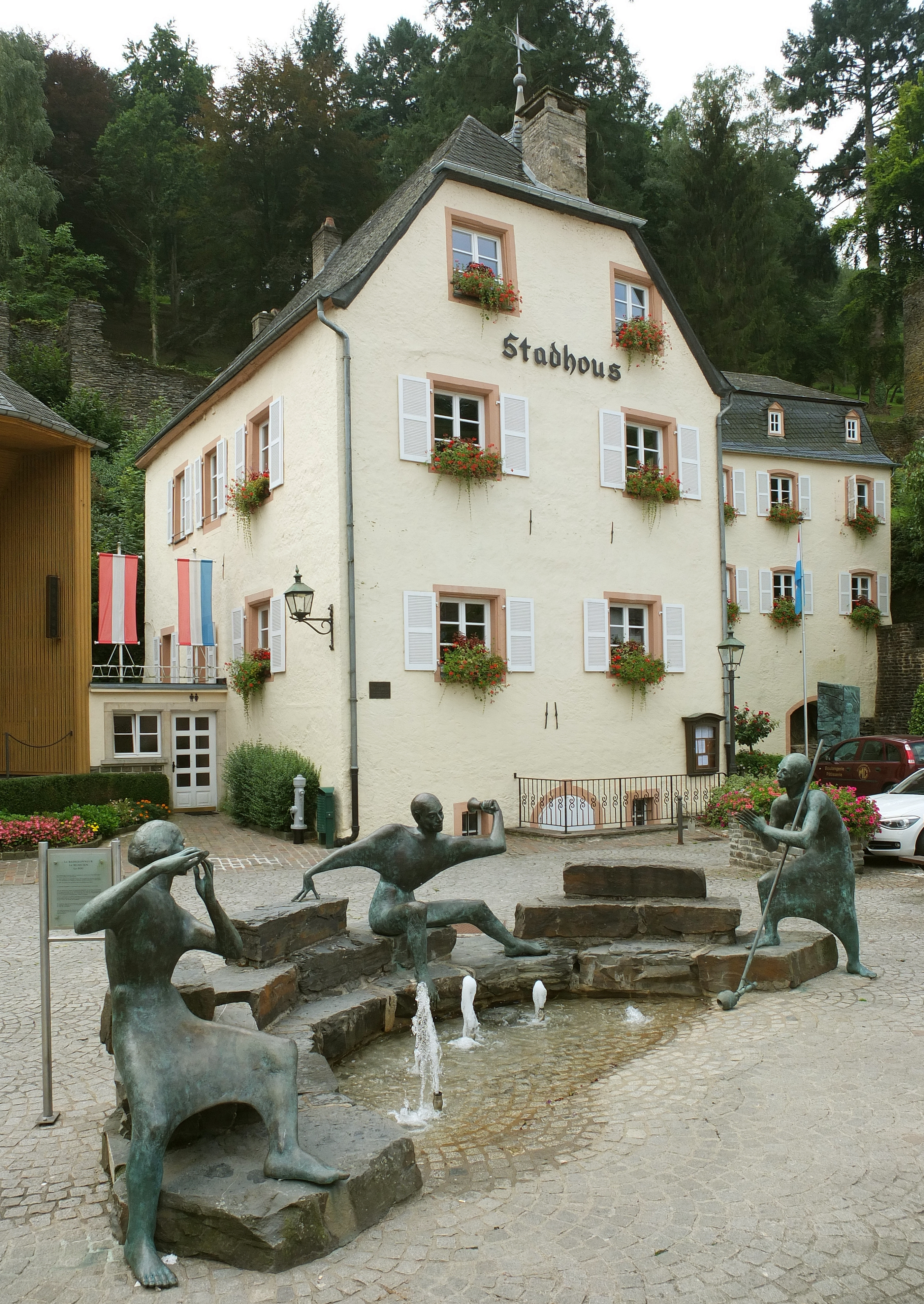
Stadhuis
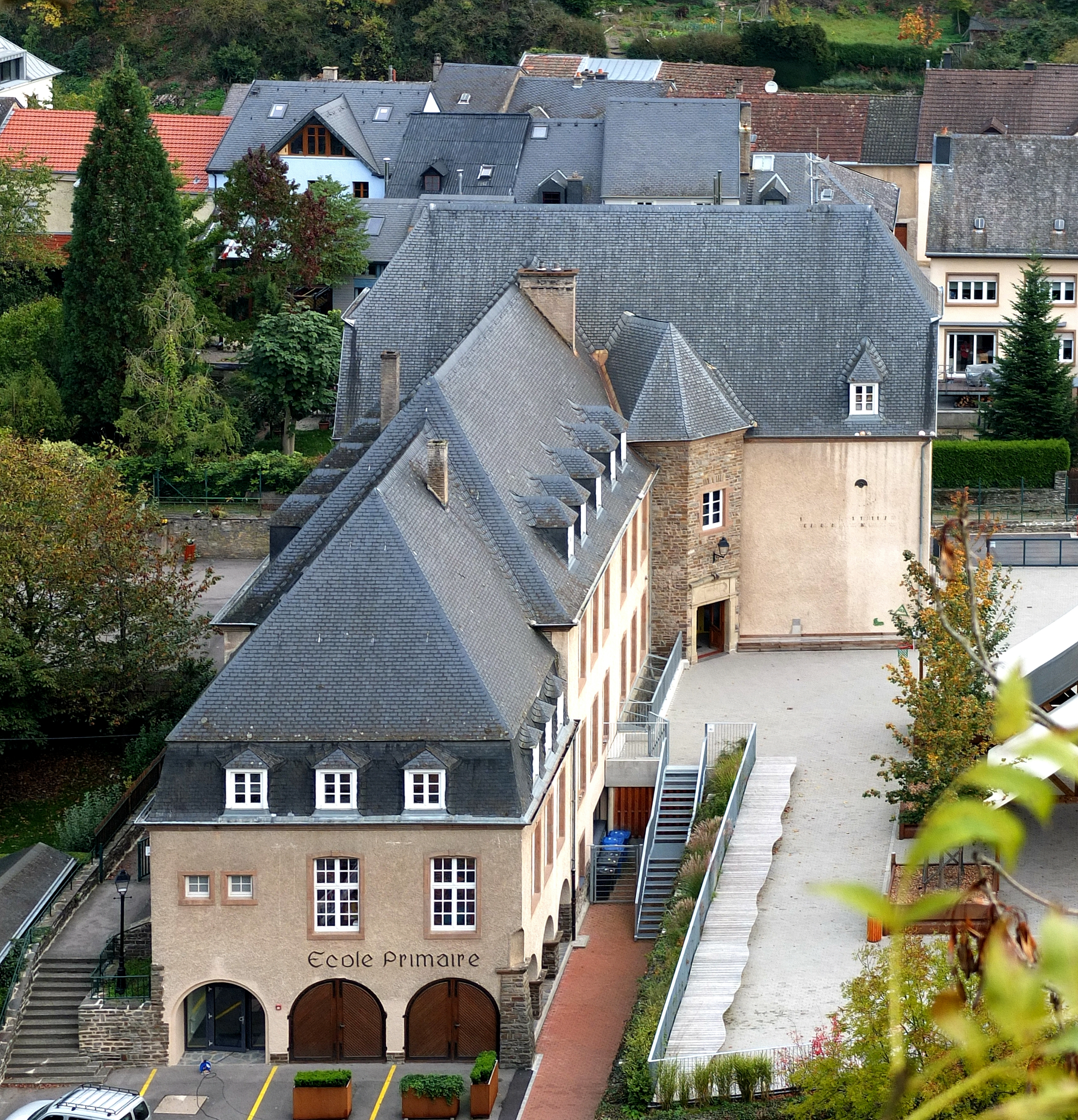
Lagere school